# Elena lo sa
Elena lo sa (Elena sabe) è un film del 2023 diretto da Anahí Berneri, tratto dal romanzo omonimo di Claudia Piñeiro.

## Trama
Elena, una donna affetta dalla malattia di Parkinson, indaga per cercare di scoprire il responsabile della morte improvvisa della figlia.

## Distribuzione
Il film è stato distribuito sulla piattaforma Netflix a partire dal 24 novembre 2023.